# 三氧化铼
三氧化铼或氧化铼(VI)是铼的一种氧化物，化学式ReO3。它是一种带有金属光泽的红色固体，是VIIB族元素中唯一稳定的三氧化物。它可用作还原酰胺的催化剂。

## 结构

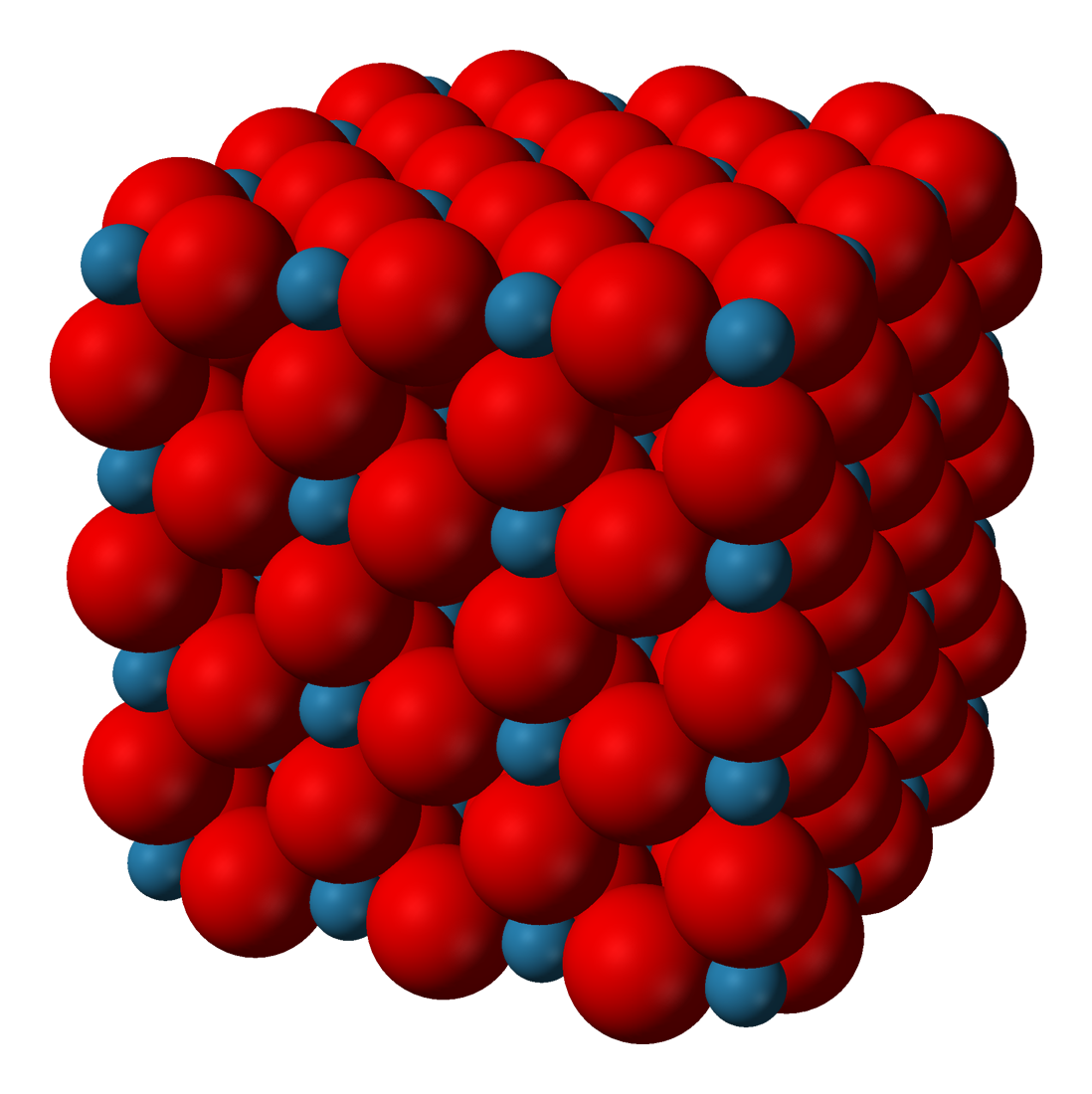
ReO3的堆积模型
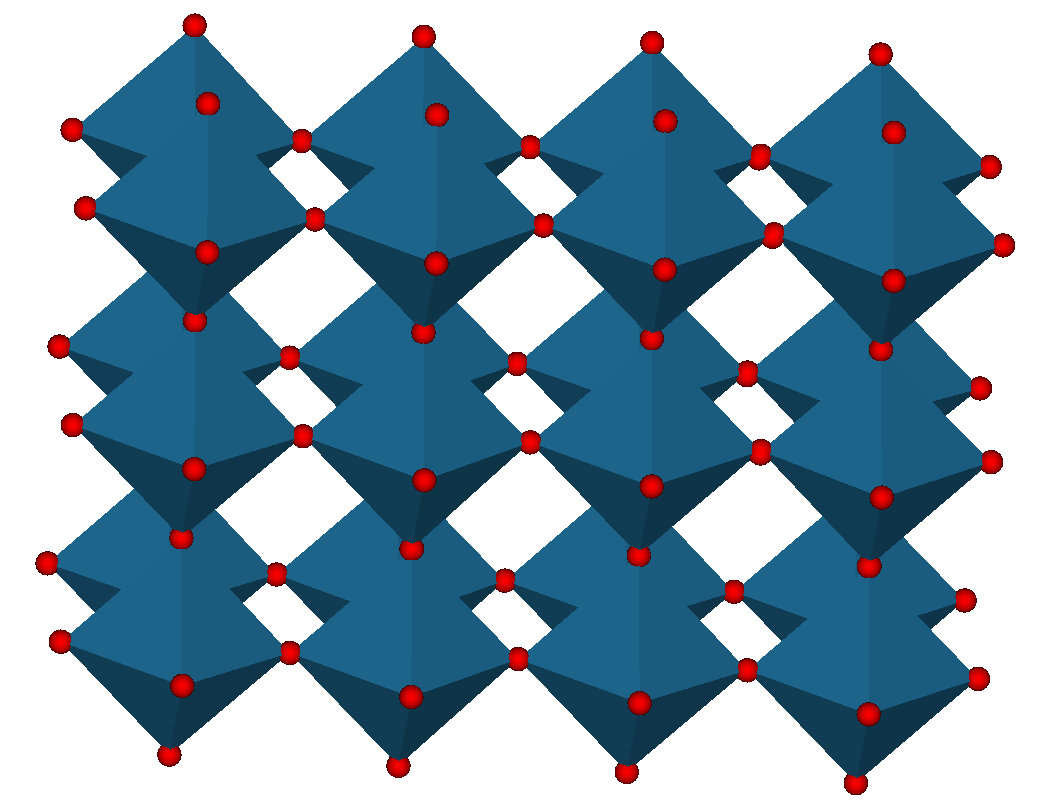
ReO3配位多面体
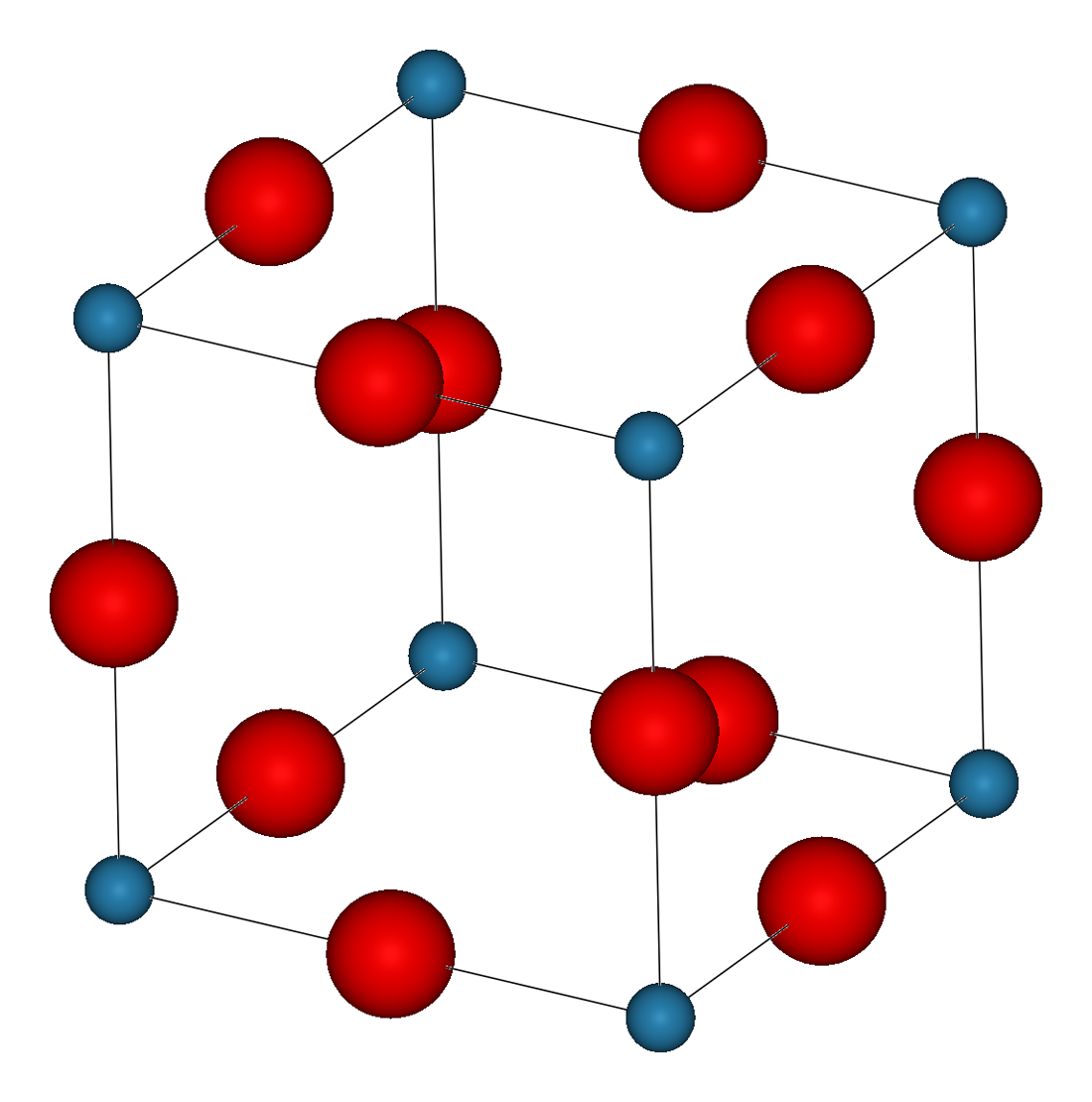
ReO3晶胞

三氧化铼为简单立方晶胞，晶格常数3.742 Å（374.2 pm）。铼原子占据顶点，氧原子占据所有棱心。铼配位数为6，氧为2。接近钙钛矿的结构。

## 性质
相较于一般氧化物，三氧化铼电阻率不寻常地低。与金属相似，其电阻率随温度降低而降低。300 K时，其电阻率为100.0 nΩ·m，而在100 K，下降到6.0 nΩ·m。
三氧化铼化学性质不活泼。不溶于水、稀盐酸和稀氢氧化钠，但溶于浓硝酸而氧化成高铼酸，遇浓碱歧化，水溶液中不存在铼(VI)酸盐。真空中加热至300℃以上，三氧化铼歧化为Re2O7和ReO2。

## 制备
三氧化铼不能从元素直接制备，可由CO在300℃还原七氧化二铼制得：
Re2O7 + CO → 2 ReO3 + CO2